# Praf

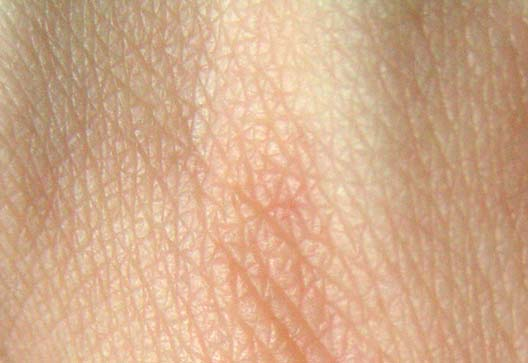
Piele umană

Praful este materialul format din particule solide foarte fine, provenite din fărâmițarea naturală a scoarței terestre, a unor corpuri solide, din unele procese biologice ale viețuitoarelor. Praful se găsește peste tot.

## Praful atmosferic
Praful provine din zone aride, adică din regiuni unde vânturile bat cu viteze mari și au puterea de a toci și roade majoritatea compușilor minerali. 

## Componente
Praful conține mai multe elemente, printre care resturi de piele umană, bacterii și resturi de animale moarte.

## Curiozități
Cei alergici la praf sunt alergici și la acarieni.